# (9747) 1989 AT
1989 أي تي (ويعرف أيضًا باسم (9747) 1989 أي تي وفق تسمية الكوكب الصغير) (بالإنجليزية: 1989 AT)‏ هو كويكب ضمن حزام الكويكبات؛ وترتيبه 9747 من حيث الاكتشاف.
اكتُشف هذا الجُرم الفلكي بواسطة هيروشي كانيدا في 4 يناير 1989.

## وصلات خارجية
- (9747) 1989 AT في قاعدة بيانات مختبر الدفع النفاث لأجرام النظام الشمسي الصغيرة

- الاكتشاف · مخطط المدار ·  العناصر المدارية · المعلمات المادية

- (9747) 1989 AT على موقع ويكي سكاي: DSS2, SDSS, GALEX, IRAS, Hydrogen α, X-Ray, Astrophoto, Sky Map, Articles and images